# FMK-3
FMK-3 (PA-3-DM) — аргентинский пистолет-пулемёт.

## Описание
Производство было налажено в 1974 году на оружейной фабрике «Fábrica Militar de Armas Portátiles Domingo Matheu» в городе Росарио.
Изготовлен пистолет-пулемёт FMK-3 из штампованных деталей.

## Боевое применение
Использовался в ходе вооружённого конфликта на Фолклендских островах.

## Варианты и модификации
- FMK-3 - вариант со складным металлическим прикладом
- FMK-4 - вариант с постоянным прикладом
- FMK-5 - гражданский самозарядный вариант

## Страны-эксплуатанты
- Аргентина: состоит на вооружении армии и полиции Аргентины[2]
- Сальвадор: в начале 1980-х годов свыше 600 шт.[3] пистолетов-пулемётов были переданы по программе военной помощи для вооружённых сил Сальвадора, но после 1993 года они были сняты с вооружения армии и переданы на вооружение полиции[4]